# June Whitfield
Dame June Rosemary Whitfield (Londra, 11 novembre 1925 – Londra, 28 dicembre 2018) è stata un'attrice britannica, nota principalmente per diversi ruoli nella serie di film Carry On e nelle sitcom britanniche Terry and June e Absolutely Fabulous.

## Biografia
June Whitfield è nata nel quartiere Streatham di Londra da John Herbert Whitfield e Bertha Georgina Flett. Suo padre era un dirigente d'azienda ed entrambi i suoi genitori erano degli attori dilettanti.
Durante la seconda guerra mondiale dovettero scappare prima a Bognor Regis, poi a Penzance e infine a Huddersfield.
Nel 1944 si laurea presso la Royal Academy of Dramatic Art.
Nel 1955 sposò Timothy John Aitchinson e il 4 giugno 1960 nacque la loro unica figlia, Suzy, anch'ella un'attrice.
Nel 2017 rivela di vivere in una casa di cura, e l'anno seguente, il 28 dicembre muore all'età di 93 anni.

## Filmografia

### Cinema
- Love from Judy (1953)
- The Straker Special (1956)
- Friday the 13th (1957)
- Carry On Nurse, regia di Gerald Thomas (1959)
- Friends and Neighbours, regia di Gordon Parry (1959)
- La spia dal naso freddo (The Spy with a Cold Nose), regia di Daniel Petrie (1966)
- Frankie Howerd Meets the Bee Gees (1968)
- Do Me a Favour! (1971)
- The Magnificent Seven Deadly Sins, regia di Graham Stark (1971)
- Bless This House, regia di Gerald Thomas (1972)
- Carry On Abroad, regia di Gerald Thomas (1972)
- Carry On Girls, regia di Gerald Thomas (1973)
- Romance with a Double Bass, regia di Robert Young (1974)
- Not Now, Comrade regia di Ray Cooney e Harold Snoad (1076)
- Il leone, la strega e l'armadio (The Lion, the Witch and the Wardrobe) (1979)
- It's Going to Be Alright (1984)
- Rupert and the Frog Song, regia di Geoff Dunbar (1984)
- It's a Hudd Hudd World (1987)
- The Craig Ferguson Story (1991)
- Carry On Columbus (1992)
- Jude, regia di Michael Winterbottom (1996)
- Faeries, regia di Gary Hurst (1999)
- The Last of the Blonde Bombshells, regia di Gillies MacKinnon (2000)
- Run for Your Wife, regia di Ray Cooney e John Luton (2012)
- Cider with Rosie (2015)
- Absolutely Fabulous - Il film, regia di Mandie Fisher (2016)

### Televisione
- The Passing Show – serie TV, 1 episodio (1951)
- Fast and Loose – serie TV, 5 episodi (1954-1955)
- Before Your Very Eyes – serie TV, 6 episodi (1955-1958)
- The Idiot Weekly, Price 2d – serie TV, 1 episodio (1956)
- The Tony Hancock Show – serie TV, 11 episodi (1956-1957)
- Hancock's Half Hour – serie TV (1957)
- Yes, It's the Cathode-Ray Tube Show! – serie TV (1957)
- Dixon of Dock Green – serie TV, 1 episodio (1958)
- My Pal Bob – serie TV, episodio 2x6 (1958)
- On With The Show – serie TV (1958)
- Whack-O! – serie TV, episodi 3x1 e 4x5 (1958-1959)
- It's Saturday Night – serie TV, episodio 1x3 (1959)
- Arthur's Treasured Volumes – serie TV, 1 episodio
- The Arthur Askey Show – serie TV, 6 episodi (1961)
- Faces of Jim – serie TV, 15 episodi (1961-1963)
- Benny Hill Show – serie TV, 4 episodi (1961-1968)
- Christmas Night with the Stars – serie TV, 2 episodi (1962-1967)
- The Rag Tree – serie TV (1962)
- Comedy Playhouse – serie TV (1962)
- A Child's Guide to Screenwriting – serie TV (1964)
- Baxter On... – serie TV (1964)
- How to be an Alien – serie TV (1964)
- The Big Noise – serie TV (1964)
- Steptoe and Son – serie TV (1964)
- Call It What You Like – serie TV (1965)
- Six of the Best – serie TV (1965)
- Frankie Howerd – serie TV (1966)
- Mild and Bitter – serie TV (1966)
- Beggar My Neighbour – serie TV (1967-1968)
- Caro papà (Father, Dear Father) – serie TV (1968)
- Never a Cross Word – serie TV (1968)
- Scott On... – serie TV (1968-1974)
- According to Dora – serie TV (1969)
- Armchair Theatre – serie TV (1969)
- The Fossett Saga – serie TV (1969)
- The Jimmy Logan Show – serie TV (1969)
- The Undertakens – serie TV (1969)
- The Best Things in Life – serie TV (1969-1970)
- The Dick Emery Show – serie TV (1969-1980)
- The Goodies – serie TV (1971)
- Tarbuck's Luck – serie TV (1972)
- Mr. Abbott e famiglia – serie TV (1973)
- Whoops Baghdad – serie TV (1973)
- The Morecambe & Wise Show  – serie TV (1974)
- The Pallisers – serie TV (1974)
- Happy Ever After – serie TV (1974-1979)
- Cannon and Ball – serie TV (1979)
- Terry and June  – serie TV (1979-1987)
- Bernie – serie TV (1980)
- It Ain't Half Hot Mum – serie TV (1980)
- Mike Yarwood In Persons – serie TV (1981)
- Minder – serie TV (1984)
- Sharing Time – serie TV (1984)
- Cluedo – serie TV (1990)
- The World of Peter Rabbit and Friend – serie TV (1992)
- Terry and Julian – serie TV (1992)
- Absolutely Fabulous – serie TV (1992-2012)
- All Rise for Julian Clary – serie TV (1997)
- Brambly Hedge – serie TV (1997)
- Common As Muck – serie TV (1997)
- Family Money – serie TV (1997)
- Wyrd Sisters – serie TV (1997)
- The History of Tom Jones, A Founding – serie TV (1997)
- Friends – serie TV (1998)
- Rex the Runt – serie TV (1998)
- Days Like These – serie TV (1999)
- Nel regno delle fate -- Film Tv (1999) - voce
- Mirrorball – serie TV (2000)
- The Last of the Blonde Bombshells, regia di Gillies MacKinnon - film TV (2000)
- Last of the Summer Wine  – serie TV (2001-2010)
- L'ispettore Barnaby (Midsomer Murders) – serie TV, episodi 8x08-16x04 (2005-2014)
- The Royal  – serie TV (2005)
- Miss Marple (Agatha Christie's Marple) – serie TV, episodio 2x03 (2006)
- New Tricks - Nuove tracce per vecchie volpi  – serie TV (2007)
- The Green Green Grass – serie TV (2007-2009)
- Harley Street – serie TV (2008)
- Kingdom – serie TV (2009)
- The End of Time (Doctor Who) – serie TV (2009-2010)
- Coronation Street – serie TV (2010)
- M.I. High - Scuola di spie – serie TV (2011)
- Jonathan Creek – serie TV (2014)
- Topsy and Tim – serie TV (2014)
- Boomers – serie TV (2014-2016)
- You, Me and the Apocalypse – serie TV (2015)
- EastEnders – serie TV (2015-2016)

### Doppiatrice
- Bob aggiustatutto (Bob the Builder), regia di Sarah Ball – serie TV (2005-2007)
- Il mondo di Peter Coniglio e dei suoi amici (The World of Peter Rabbit and Friends), regia di Bill Hays - serie animata (1992-1995)

## Doppiatrici italiane
Nelle versioni in italiano dei suoi lavori, June Whitfield è stata doppiata da:
- Anna Teresa Eugeni in Absolutely Fabolous, Absolutely Fabulous - Il film
- Paola Piccinato in Miss Marple

Da doppiatrice è sostituita da:
- Clara Zovianoff ne Il mondo di Peter Coniglio e dei suoi amici